# Список террористических организаций
Террористическая организация — организация, созданная в целях осуществления террористической деятельности.
Активными подразделениями террористической организации, через которые она достигает своих целей, являются террористические группы.

## Список организаций, признанных террористическими
В список включаются те организации, которые признаны террористическими хотя бы одним государством или международной организацией путём включения в формируемый в соответствии с нормативно-правовыми актами данного государства или организации перечень террористических организаций.
Следует иметь в виду, что многие организации, признанные какими-либо государствами террористическими, отрицают использование тактики терроризма для достижения своих целей. Кроме того, не существует общепринятого в международной практике определения понятия «терроризм».
В список не включаются группы, которые хотя и считаются террористическими, но официально таковыми в порядке, упомянутом выше, не признаны.
 — страны, где территориально возможно действие этих организаций и они включены в списки террористических организаций, деятельность которых запрещена.

### Европа
| Организация | Организация | Идеология                      | Страна                  | Флаг России | Флаг ЕС | Флаг Великобритании | Флаг США                                     | Флаг Индии |
| --- | --- | ------------------------------ | ----------------------- | ----------- | ------- | ------------------- | -------------------------------------------- | ---------- |
| | Аль-Джураба |                                | Великобритания          |             |         |                     |                                              |            |
| | Антиимпериалистические территориальные ячейки |                                | Италия                  |             |         |                     |                                              |            |
| | АСАЛА | Армянский национализм          | Ливан                   |             |         |                     |                                              |            |
| | Ассоциация обороны Ольстера (UDA) Ассоциация освобождения Улстера англ. Ulster Defence Association Борцы за свободу Ольстера (UFF) Боевики за свободу Улстера англ. Ulster Freedom Fighters |                                | Великобритания          |             |         |                     |                                              |            |
| | Вооружённые коммунистические ячейки итал. Nuclei Armati per il Comunismo |                                | Италия                  |             |         |                     |                                              |            |
| | ГРАПО (G.R.A.P.O.) Группы антифашистского сопротивления первого октября исп. Grupos de Resistencia Antifascista Primero de Octubre                                                          | Марксизм-ленинизм              | Испания                 |             |         |                     |                                              |            |
| | Защитники Красной руки (RHD) |                                |                         |             |         |                     |                                              |            |
| | Ирландская народная освободительная армия |                                | Великобритания          |             |         |                     |                                              |            |
| | Ирландская национальная освободительная армия |                                | Великобритания Ирландия |             |         |                     |                                              |            |
| | ИРА (IRA) |                                | Великобритания          |             |         |                     |                                              |            |
| | ИРА — Совет продолжения |                                | Великобритания          |             |         |                     |                                              |            |
| | Коммандос Красной Руки |                                | Великобритания          |             |         |                     |                                              |            |
| | Красные бригады итал. Brigate Rosse | Марксизм-ленинизм              | Италия                  |             |         |                     |                                              |            |
| | Лоялистские добровольческие силы |                                | Великобритания          |             |         |                     |                                              |            |
| | Подлинная ИРА |                                | Великобритания          |             |         |                     |                                              |            |
| | Оранжевые волонтёры (OV) англ. Orange Volunteers Оранжисты-добровольцы |                                | Великобритания          |             |         |                     |                                              |            |
| | Революционная борьба греч. Επαναστατικός Αγώνας (Epanastatikos Agonas) |                                | Греция                  |             |         |                     |                                              |            |
| | Революционная организация 17 ноября греч. Επαναστατική Οργάνωση 17 Νοέμβρη (Dekati Evdomi Noemvri)                                                                                          | Марксизм                       | Греция                  |             |         |                     |                                              |            |
| | Революционные ячейки греч. Επαναστατικοί Πυρήνες (Epanastatiki Pirines) | Марксизм-ленинизм              | Греция                  |             |         |                     |                                              |            |
| | Свободная Ирландия Saor Éire |                                | Ирландия                |             |         |                     |                                              |            |
| | Ольстерские добровольческие силы англ. Ulster Volunteer Front |                                | Великобритания          |             |         |                     |                                              |            |
| | Женский совет Cumann na mBan |                                | Великобритания          |             |         |                     |                                              |            |
| | The Saved Sect Saviour Sect |                                | Великобритания          |             |         |                     |                                              |            |
| | Кавказский эмират | Исламизм                       | Россия                  | [ 3 ]       |         | [ 4 ]               | [ 5 ]                                        |            |
| | Структурное подразделение организации «Правый сектор» на территории Крыма | украинский национализм         | Украина                 | [ 6 ]       |         |                     |                                              |            |
| | ЭТА (ETA) баск. Euskadi Ta Askatasuna | Марксизм-ленинизм, национализм | Испания, Франция        |             |         |                     |                                              |            |
| | Ячейки пролетарской инициативы итал. Nuclei di Iniziativa Proletaria |                                | Италия                  |             |         |                     |                                              |            |
| | Ячейки революционной пролетарской инициативы итал. Nuclei di Iniziativa Proletaria Rivoluzionaria                                                                                           |                                | Италия                  |             |         |                     | 21 АЗЕР национально освободительное движение |            |
| Источники: - Australian Government. Listing of Terrorist Organisations. Дата обращения: 3 июля 2006. Архивировано из оригинала 9 февраля 2012 года. - Public Safety and Emergency Preparedness Canada. Entities list. Дата обращения: 3 июля 2006. Архивировано из оригинала 26 апреля 2006 года. - European Union. Council Common Position 2007/871/CFSP (PDF). Дата обращения: 22 декабря 2007. Архивировано 9 февраля 2012 года. - United Kingdom Home Office. Proscribed terrorist groups. Дата обращения: 3 июля 2006. Архивировано из оригинала 9 февраля 2012 года. - United States Department of State. Foreign Terrorist Organizations (FTOs). Дата обращения: 3 июля 2006. Архивировано 24 марта 2005 года. - Ministry of Home Affairs. Banned Organisations. Дата обращения: 27 сентября 2008. Архивировано из оригинала 25 апреля 2013 года. | |                                |                         |             |         |                     |                                              |            |

### Азия
|                       | Организация                                  | Признание террористической |
| --------------------- | -------------------------------------------- | --- |
| Исламское государство | Абу Сайяф                                    | ООН, ЕС, Австралия, Аргентина, Бахрейн, Великобритания, Израиль, Индонезия, Канада, Малайзия, Новая Зеландия, ОАЭ, США, Филиппины, Япония. |
|                       | Аль-Каида                                    | ООН, ЕС, Аргентина, Австралия, Бахрейн, Бразилия, Великобритания, Казахстан, Канада, Киргизия, Китай, Малайзия, Новая Зеландия, Объединённые Арабские Эмираты, Израиль, Индия, Индонезия, Иран, Парагвай, Пакистан, Россия, Саудовская Аравия, США, Таджикистан, Турция, Япония.                                 |
|                       | Ансар аль-Ислам                              | ООН, Австралия, Аргентина, Бахрейн, Великобритания, Канада, Новая Зеландия, ОАЭ, США, Япония. |
|                       | Бригады мучеников Аль-Аксы                   | ЕС, Великобритания, Канада, Австралия, Новая Зеландия, Израиль, США, Япония. |
|                       | Братья-мусульмане                            | ОДКБ, Бахрейн, Египет, Казахстан, Ливия (Палата представителей), Объединённые Арабские Эмираты, Россия, Саудовская Аравия, Сирия, Таджикистан. Деятельность Братьев-мусульман также запрещена в Иордании. |
|                       | Джемаа Исламия                               | ООН, Аргентина, Австралия, Бахрейн, Канада, Индонезия, Малайзия, Новая Зеландия, США, Великобритания, Япония. |
|                       | Демократический фронт освобождения Палестины | ООН и США (до 1999 года), Израиль. |
| Исламское государство | Исламское государство                        | ООН, ЕС, Австралия, Аргентина, Бахрейн, Великобритания, Египет, Индия, Индонезия, Иордания, Ирак, Иран, Израиль, Казахстан, Канада, Киргизия, Китай, Кувейт, Ливан, Малайзия, Новая Зеландия, ОАЭ, Пакистан, Парагвай, Россия, Саудовская Аравия, США, Таджикистан, Турция, Япония.                              |
|                       | Лашкар-е-Тайба                               | ООН, Аргентина, Австралия, Бахрейн, Великобритания, Индия, Канада, Новая Зеландия, ОАЭ, Пакистан, Россия, США, Таджикистан, Япония. |
|                       | Львиное логово                               | Израиль. |
|                       | Народный фронт освобождения Палестины        | ЕС, Израиль, Канада, США, Япония. |
|                       | Палестинский исламский джихад                | ЕС, Великобритании , Австралия, Израиль, Россия, Канада, Новая Зеландия, США, Япония |
|                       | Рабочая партия Курдистана                    | ЕС, Австралия, Австрия, Азербайджан, Болгария, Великобритания, Иран, Испания, Казахстан, Канада, Киргизия, Нидерланды, Новая Зеландия, Польша, Португалия, Сирия, США, Турция, Финляндия, Швеция, Чехия, Япония.                                                                                                 |
|                       | Талибан                                      | Россия (до 17.04.2025), Казахстан (до 03.06.2024) Киргизия (до 05.09.2024), Таджикистан, Турция, Канада. |
|                       | Тигры освобождения Тамил-Илама               | ЕС, Великобритания, Индия, Канада, Малайзия, США, Шри-Ланка. |
|                       | Исламское движение Узбекистана               | ООН, Австралия, Аргентина, Бахрейн, Великобритания, Казахстан, Канада, Киргизия, Китай, Новая Зеландия, ОАЭ, Пакистан, Россия, США, Таджикистан, Япония. |
|                       | ХАМАС                                        | ЕС, Австралия, Аргентина, Великобритания, Израиль, Канада, Новая Зеландия, Парагвай, США, Япония. Деятельность ХАМАС также запрещена в Иордании. |
|                       | Харакат уль-Муджахидин                       | США, Япония |
|                       | Хезболла                                     | Австралия, Австрия, Аргентина, Великобритания, Гватемала, Германия, Гондурас, Израиль, Канада, Колумбия, Литва, Нидерланды, Парагвай, Сербия, Словения, США, Чехия, Швейцария, Эстония. Военное крыло «Хезболлы» также признано террористической организацией в ЕС, Новой Зеландии, Республике Косово и Франции. |
|                       | Хуситы                                       | Израиль, Йемен (Совет президентского руководства), Канада, Малайзия, ОАЭ, Саудовская Аравия, США. |
|                       | Джаиш уль-Адль                               | Иран, Китай, Новая Зеландия, Пакистан, Россия, США, Япония. |
|                       | Фронт ан-Нусра                               | ООН, Аргентина, Австралия, Бахрейн, Великобритания, Иран, Ирак, Казахстан, Канада, Киргизия, Кувейт, Ливан, Малайзия, Новая Зеландия, Объединённые Арабские Эмираты, Россия, Саудовская Аравия, Сирия, США, Таджикистан, Турция, Япония.                                                                         |

### Африка
| Организация | Организация | Идеология                | Флаг России | Флаг Австралии | Флаг Канады | Флаг ЕС | Флаг Великобритании | Флаг США | Флаг Индии |
| --- | --- | ------------------------ | ----------- | -------------- | ----------- | ------- | ------------------- | -------- | ---------- |
| | Аль-Иттихад аль-Исламия |                          |             |                |             |         |                     |          |            |
| | Аль-Каида в Исламском Магрибе                                                                                                  | Исламский фундаментализм |             |                |             |         |                     |          |            |
| | Бригады Исламбули | Исламизм                 |             |                |             |         |                     |          |            |
| | Вооружённая исламская группа                                                                                                   | Исламизм                 |             |                |             |         |                     |          |            |
| | Аль-Гамаа аль-исламийя |                          |             |                |             |         |                     |          |            |
| | Господня армия сопротивления                                                                                                   |                          |             |                |             |         |                     |          |            |
| | Египетский исламский джихад араб. الجهاد الإسلامي المصري‎, al-Jihād al-Islāmi Другие названия - Талаа ал-Фатах (Talaa’al-Fateh) | Исламизм                 |             |                |             |         |                     |          |            |
| | Ливийская исламская боевая группа                                                                                              |                          |             |                |             |         |                     |          |            |
| | Ат-Такфир ва-ль-Хиджра |                          |             |                |             |         |                     |          |            |
| Источники: - Национальный антитеррористический комитет. Единый федеральный список организаций, признанных террористическими Верховным Судом Российской Федерации. Дата обращения: 19 августа 2014. Архивировано из оригинала 21 апреля 2014 года. - Australian Government. Listing of Terrorist Organisations. Дата обращения: 3 июля 2006. Архивировано из оригинала 9 февраля 2012 года. - Public Safety and Emergency Preparedness Canada. Entities list. Дата обращения: 3 июля 2006. Архивировано из оригинала 26 апреля 2006 года. - European Union. Council Common Position 2007/871/CFSP (PDF). Дата обращения: 22 декабря 2007. Архивировано 9 февраля 2012 года. - United Kingdom Home Office. Proscribed terrorist groups. Дата обращения: 3 июля 2006. Архивировано из оригинала 9 февраля 2012 года. - United States Department of State. Foreign Terrorist Organizations (FTOs). Дата обращения: 3 июля 2006. Архивировано 24 марта 2005 года. - Ministry of Home Affairs. Banned Organisations. Дата обращения: 27 сентября 2008. Архивировано из оригинала 25 апреля 2013 года. | |                          |             |                |             |         |                     |          |            |

- В мае 2014 года группировка «Боко харам» внесена Советом безопасности ООН в список террористических организаций[59].

### Южная Америка
| Организация | Организация                                 | Идеология         | Страна   | Флаг Перу | Флаг Колумбии | Флаг США |
| --- | ------------------------------------------- | ----------------- | -------- | --------- | ------------- | -------- |
| | Коммунистическая партия Перу «Сияющий путь» | Маоизм            | Перу     |           |               |          |
| | Объединенные силы самообороны Колумбии      | Антикоммунизм     | Колумбия |           |               |          |
| | Революционные вооружённые силы Колумбии     | Марксизм-ленинизм | Колумбия |           |               |          |
| Источники: - Public Safety and Emergency Preparedness Canada. Entities list. Дата обращения: 3 июля 2006. Архивировано из оригинала 26 апреля 2006 года. - European Union. Council Common Position 2007/871/CFSP (PDF). Дата обращения: 22 декабря 2007. Архивировано 9 февраля 2012 года. - United Kingdom Home Office. Proscribed terrorist groups. Дата обращения: 3 июля 2006. Архивировано из оригинала 9 февраля 2012 года. - United States Department of State. Foreign Terrorist Organizations (FTOs). Дата обращения: 3 июля 2006. Архивировано 24 марта 2005 года. - Ministry of Home Affairs. Banned Organisations. Дата обращения: 27 сентября 2008. Архивировано из оригинала 25 апреля 2013 года. |                                             |                   |          |           |               |          |

## Официальные списки
- Евросоюз
- Австралия
- Великобритания
- Израиль
- Канада
- Новая Зеландия
- Россия
- США
| Терроризм             | Терроризм |
| --------------------- | --- |
| Основные понятия      | - Террористическая группа - Законодательство по борьбе с терроризмом[англ.] - История[англ.] - Определение[англ.] - Символика[англ.] - Экономика[англ.]                                                                                        |
| Виды и тактики[англ.] | - Биотерроризм - Компьютерный - Международный - Террорист-смертник - Ядерный |
| По идеологиям         | - Исламский - Салафитский - Деобанди - Индуистский - Коммунистический[англ.] - Левый - Правый - Националистический - Христианский - Экологический - Этнический - Армянский - Баскский - Еврейский - Ирландский - Палестинский - Мизогинистский |
| По странам и регионам | - Европа - Великобритания - Германия - Франция - Индия - Йемен - Казахстан - Мьянма - Пакистан - Россия - Революционный терроризм в РИ - США                                                                                                   |
| Списки                | - Список террористических организаций - Список исламистских террористических актов[англ.] |